# Nəcəfkənd
Nəcəfkənd è un comune dell'Azerbaigian situato nel distretto di Qusar. Conta una popolazione di 341 abitanti.